# A104 (Russland)
Die A104 ist eine Fernstraße föderaler Bedeutung in Russland. Sie führt von Moskau in nördlicher Richtung nach Dubna an der Wolga. Nach der nächsten größeren Stadt an ihrer Route ab Moskau wird sie umgangssprachlich auch als Dmitrowskoje schosse (russisch Дмитровское шоссе, „Dmitrower Chaussee“; dies ist auch der offizielle innerstädtische Straßenname in verschiedenen Orten an der Trasse) oder kurz Dmitrowka (Дмитровка) bezeichnet.
Die Straße ist etwa 108 Kilometer lang (ab Moskau Zentrum/Gartenring etwa 127 Kilometer; der Abschnitt innerhalb des Moskauer Autobahnrings zählt jedoch nicht zur Fernstraße).